# Jean-Claude Lemoyne
Jean-Claude Lemoyne de Vernon est un homme politique français né le 10 août 1749 à Dunières (Haute-Loire) et mort le 9 août 1812 à Lyon (Rhône).

## Biographie
Il est élu suppléant en 1792 et admis à siéger le 1er octobre 1793 comme député de la Haute-Loire. Il termine sa carrière sous le Premier Empire comme caissier de la Monnaie à Lyon.

## Sources
- « Jean-Claude Lemoyne », dans Adolphe Robert et Gaston Cougny, Dictionnaire des parlementaires français, Edgar Bourloton, 1889-1891 [détail de l’édition]